# ترزبورگ
ترزبورگ (به آلمانی: Treseburg) یک منطقهٔ مسکونی در آلمان است که در تاله واقع شده‌است. ترزبورگ ۹۲ نفر جمعیت دارد.